# PubPeer
PubPeer è un sito Web gratuito che consente agli utenti di discutere e recensire la ricerca scientifica.
La possibilità di inserire contributi anonimi è probabilmente all'origine del suo successo rispetto alle numerose altre alternative che permettono agli accademici di esprimersi successivamente alla pubblicazione di un paper. Tramite tale piattaforma sono state poste in evidenza le omissioni, le manipolazioni o i pregiudizi ascientifici di numerosi articoli ritenuti di alto profilo, di gravità tale che in alcuni casi hanno successivamente portato a ritrattazioni e accuse di frode scientifica, come notato da Retraction Watch.
A seguito di un uso improprio dei commenti anonimi e di possibili sabotaggi, che ha dato luogo a denunce per diffamazione da parte degli autori, PubPeer ha dovuto rivedere le proprie policy interne richiedendo che le affermazioni degli utenti dovessero essere pubblicamente verificabili prima di poter essere prese in considerazione.
PubPeer è gestito dalla Fondazione PubPeer, un'organizzazione di pubblica utilità e senza scopo di lucro avente sede in California.

## Storia
Brandon Stell, neuroscienziato del Centro nazionale di ricerca francese, George Smith e Richard Smith (le cui affiliazioni continuano ad non essere note) fondarono la società PubPeer LLC e crearono il sito pubpeer.com. Nel 2013 si unì al gruppo anche Boris Barbour, neuroscienziato del CNRS francese. I loro nomi furono resi pubblici solamente due anni dopo.
Al momento del lancio gli utenti potevano firmarsi singolarmente o collettivamente col nome di un gruppo. All'inizio del 2013 fu introdotta la possibilità di commentare in modo anonimo, che rese possibile l'esposizione di fatti inattesi e di episodi di illecita conduzione delle ricerche.
Nell'ottobre 2014, un ricercatore oncologico della Wayne State University di Detroit intentò una causa contro i commentatori anonimi di PubPeer, nella quale chiedeva il risarcimento danni a seguito di una serie di contenuti negativi che avevano portato l'università ad annullare la sua assunzione. Anche se il caso fu infine archiviato in appello, PubPeer modificò le proprie regole consigliando agli utenti un maggiore livello di prova e documentazione dei loro contributi.
Nel 2015 l'impresa fu sciolta per costituire la Fondazione PubPeer il cui comitato direttivo è composto da: Brandon Stell (Presidente), George Smith, Richard Smith, Boris Barbour (Tesoriere) e Gabor Brasnjo (Segretario).